# Bedřich König
Bedřich König (24 de enero de 1930 - 1990) fue un jugador de balonmano checoslovaco. Fue un componente de la Selección de balonmano de Checoslovaquia.
Con la selección ganó la medalla de bronce en el Campeonato Mundial de Balonmano Masculino de 1954 y la medalla de plata en el Campeonato Mundial de Balonmano Masculino de 1958.
También fue entrenador de balonmano logrando con la selección la medalla de bronce en el Campeonato Mundial de Balonmano Masculino de 1964, la medalla de oro en el Campeonato Mundial de Balonmano Masculino de 1967 y una medalla olímpica, la medalla de plata en los Juegos Olímpicos de Múnich 1972.

## Palmarés
- Liga de balonmano de Checoslovaquia
- Liga de Campeones de la EHF (1): 1957

## Clubes
- HC Dukla Praga